# Hugo Salazar Tamariz
Hugo Salazar Tamariz (Cuenca, 2 de septiembre de 1923 – Guayaquil, 31 de enero de 1999) era un poeta, novelista y dramaturgo ecuatoriano. Su obra esta caracterizada por el realismo socialista. Fue  un  escritor  muy  conocido  en  el  mundo  de  la  literatura  nacional  e  internacional. 

## Obras
- Otra historia del mismo Lobo (1964), novela.
- El indio en las Novelas de Ciro Alegría (1965) ensayo.
- Los constructores del amanecer: novela (1995), novela.
- El mago, agitador profesional: novela (2002), novela.
- Transparencia en el trébol (1948).
- Diálogo con una gente intransigente (1988).
- El habitante amenazado: (poema contra el pacto militar) (1955).
- La llaga (1962), juego.
- La falsa muerte de un ciclista (1968), juego.
- En tiempos de la colonia (1979), juego.
- Toque de queda, juego.
- Por un plato de arroz, juego.
- El habitante amenazado (1973), juego.
- Sinfonía de los antepasados (1960).
- Pirañas (1996).
- Teatro (1986).
- Otra historia del mismo lobo (1960).